# 임지우
임지우(1990년 11월 9일 ~ )는 대한민국의 종합격투기 단체 로드 FC의 전속 라운드 걸이다. 
- 2015년 12월 로드 FC와 아프리카 TV가 공동으로 주최한 로드걸 선발대회에서 최종 우승, 로드 FC 027 중국 대회에서 정식 라운드 걸로 데뷔했다.
- 라운드 걸로 데뷔하기 전에는 사진 모델로 활동했다.[4][5][6]

## 출신 학교
- 진도고등학교
- 광주여자대학교 상담심리학 학사

## 모델 경력

### 라운드 걸
2015년
- Road FC 027: in China

#### 2016년
- Road FC 028
- Road FC 029
- Road FC 030: in China
- Road FC 031
- Road FC 032
- Road FC 033
- Road FC 034
- Road FC 035

#### 2017년
- Road FC 036
- Road FC 037 X Road FC XX
- Road FC 038
- Road FC 039
- Road FC 040
- Road FC 041
- Road FC 042 x 충주세계무술축제
- Road FC 043
- Road FC 044
- Road FC 045 x Road FC XX

### 에이빙 모델
- 2017 서울모터쇼 BMW 미니 부스 포즈[7]

### 그 외 모델
- 2018 건강식품 전문기업 헬스밸런스(주) 자사 브랜드 슬림엣지 모델[8]